# Lampiao, El rey del Cangaco
Lampião, el rey del Cangaço es una película brasileña de 1964 dirigida por Carlos Coimbra . Está basada en los libros Lampião, el rey de Cangaço de Eduardo Barbosa y Capitán Virgulino Lampião de Nertan Machado.

## Sinopsis
La película cuenta la historia de Virgulino Ferreira da Silva, conocido como Lampião, quien lideró una banda de cangaceiros a través del nordeste de Brasil, y que fue respetado y considerado un héroe por los pobres locales.
- Leonardo Villar ... Lampião
- Vanja Orico ... María Bonita
- Milton Ribeiro
- Dionisio Azevedo ... Juan de Mariano
- Gloria Menezes ... Açucena
- Geraldo Del Rey
- Antonio Pitanga
- Sadi Cabral
- Marlene França ... Das Dôr (María de los Dolores)
- Roberto Ferreira
- José Policena